# 心灵鸡汤
《心灵鸡汤》（英語：Chicken Soup for the Soul）是由一系列书籍组成的一个书籍组的名称，通常有具有灵感和激励性的短篇故事和散文组成，该书的作者是杰克·坎菲尔与马克·汉森。
《心灵鸡汤》超过200种类别，有许多书籍都是针对特定的人群，如：母亲鸡汤、囚犯鸡汤、祖父鸡汤、祖母鸡汤、孩子鸡汤、父亲鸡汤。

## 历史
第一系列《心灵鸡汤》印制和出版了数百万份。目前，全世界54种语言一亿份书籍正在印制和出版。《心灵鸡汤》少女系列超过14种，专门卖给美国、加拿大、英国和澳大利亚的少女。
《心灵鸡汤》还包括一系列的小制品小作品，包括贺卡、挂历、礼包、宠物食品、服装、游戏碟、DVD、《圣经》。
1996年中文简体版公开出版发行。
1999年，杰西卡·萨弗拉出版了《爱情心灵鸡汤》。
书籍命名为《心灵鸡汤》是为了治疗家庭病人，培养他们健康的身体和良好的品质。
从1993年到2008年，《心灵鸡汤》由创始人杰克·坎菲尔与马克·汉森负责出版和发行。
《心灵鸡汤》开设了一个娱乐区，可供人们观看家庭电影和视频点播。
而受《心灵鸡汤》影响，一些励志性或者启发性文章也被成为“鸡汤文”。